# (25995) 2001 FA83
(25995) 2001 FA83 es un asteroide perteneciente al cinturón de asteroides, descubierto el 24 de marzo de 2001 por el equipo del Lincoln Near-Earth Asteroid Research desde el Laboratorio Lincoln, Socorro, Nuevo México.

## Designación y nombre
Designado provisionalmente como 2001 FA83.

## Características orbitales
2001 FA83 está situado a una distancia media del Sol de 2,377 ua, pudiendo alejarse hasta 2,899 ua y acercarse hasta 1,856 ua. Su excentricidad es 0,219 y la inclinación orbital 3,200 grados. Emplea 1338,89 días en completar una órbita alrededor del Sol.

## Características físicas
La magnitud absoluta de 2001 FA83 es 14,60. 